# درة (جيبوتي)
درة (بالإنجليزية: Dorra)‏ هي منطقة سكنية في جيبوتي وتقع في إقليم تاجورة يقدر عدد السكان في
درة، بـ 1,873 نسمة وترتفع عن مستوى سطح البحر 294 متر.

## المناخ
يظهر الجدول التالي التغييرات المناخية على مدار السنة لدرة:
| البيانات المناخية لـدرة                     | البيانات المناخية لـدرة | البيانات المناخية لـدرة | البيانات المناخية لـدرة | البيانات المناخية لـدرة | البيانات المناخية لـدرة | البيانات المناخية لـدرة | البيانات المناخية لـدرة | البيانات المناخية لـدرة | البيانات المناخية لـدرة | البيانات المناخية لـدرة | البيانات المناخية لـدرة | البيانات المناخية لـدرة | البيانات المناخية لـدرة |
| الشهر                                       | يناير                   | فبراير                  | مارس                    | أبريل                   | مايو                    | يونيو                   | يوليو                   | أغسطس                   | سبتمبر                  | أكتوبر                  | نوفمبر                  | ديسمبر                  | المعدل السنوي           |
| ------------------------------------------- | ----------------------- | ----------------------- | ----------------------- | ----------------------- | ----------------------- | ----------------------- | ----------------------- | ----------------------- | ----------------------- | ----------------------- | ----------------------- | ----------------------- | ----------------------- |
| متوسط درجة الحرارة الكبرى °م (°ف)           | 27.0 (80.6)             | 28.6 (83.5)             | 30.6 (87.1)             | 32.6 (90.7)             | 35.7 (96.3)             | 38.9 (102.0)            | 39.5 (103.1)            | 38.6 (101.5)            | 36.7 (98.1)             | 33.3 (91.9)             | 30.5 (86.9)             | 28.6 (83.5)             | 33.4 (92.1)             |
| متوسط درجة الحرارة الصغرى °م (°ف)           | 19.0 (66.2)             | 20.5 (68.9)             | 22.4 (72.3)             | 24.1 (75.4)             | 26.6 (79.9)             | 29.5 (85.1)             | 28.7 (83.7)             | 28.2 (82.8)             | 28.3 (82.9)             | 23.5 (74.3)             | 20.9 (69.6)             | 19.5 (67.1)             | 24.3 (75.7)             |
| معدل هطول الأمطار مم (إنش)                  | 3 (0.1)                 | 8 (0.3)                 | 11 (0.4)                | 14 (0.6)                | 12 (0.5)                | 6 (0.2)                 | 28 (1.1)                | 34 (1.3)                | 22 (0.9)                | 9 (0.4)                 | 10 (0.4)                | 4 (0.2)                 | 161 (6.4)               |
| المصدر #1: Climate-Data.org, altitude: 276m |                         |                         |                         |                         |                         |                         |                         |                         |                         |                         |                         |                         |                         |
| المصدر #2: Levoyageur                       |                         |                         |                         |                         |                         |                         |                         |                         |                         |                         |                         |                         |                         |